# Emanuel Miller
Emanuel Miller (Scarborough, Ontario; 19 de junio de 2000) es un baloncestista canadiense que pertenece a la plantilla de los Chicago Bulls de la NBA, con un contrato dual que le permite jugar además en su filial de la G League, los Windy City Bulls. Con 2,01 metros de estatura, juega en la posición de alero o ala-pívot. Es hermano del también jugador profesional Leonard Miller.

## Trayectoria deportiva

### Universidad
Jugó dos temporadas con los Aggies de la Universidad de Texas A&M, en las que promedió 9,9 puntos, 7,0 rebotes y 1,1 asistencias por partido. Al término de su segunda temporada decidió entrar al portal de transferencias de la NCAA, recalando en los TCU de la Universidad Cristiana de Texas. Allí jugó tres temporadas más, en las que promedió 12,8 puntos, 56,3 rebotes y 1,7 asistencias por partido. En su última temporada fue incluido en el segundo mejor quinteto de la Big 12 Conference.

#### Estadísticas
| Año     | Equipo    | PJ  | PT  | MPP  | %TC  | %3P  | %TL  | RPP | APP | ROB | TPP | PPP  |
| ------- | --------- | --- | --- | ---- | ---- | ---- | ---- | --- | --- | --- | --- | ---- |
| 2019–20 | Texas A&M | 30  | 25  | 24.6 | .404 | .143 | .617 | 6.3 | 0.9 | 0.7 | 0.1 | 6.4  |
| 2020–21 | Texas A&M | 17  | 13  | 31.6 | .571 | .000 | .817 | 8.2 | 1.4 | 0.8 | 0.1 | 16.2 |
| 2021–22 | TCU       | 34  | 34  | 27.5 | .493 | .244 | .688 | 6.2 | 0.9 | 0.7 | 0.8 | 10.3 |
| 2022–23 | TCU       | 32  | 31  | 29.8 | .505 | .392 | .652 | 6.5 | 1.7 | 0.9 | 0.9 | 12.3 |
| 2023–24 | TCU       | 34  | 34  | 32.6 | .486 | .383 | .815 | 6.1 | 2.6 | 1.1 | 0.4 | 15.8 |
| Total   | Total     | 147 | 137 | 29.1 | .493 | .319 | .734 | 6.5 | 1.5 | 0.8 | 0.5 | 11.9 |

### Profesional
Tras no ser seleccionado en el draft de la NBA de 2024, firmó con los Dallas Mavericks el 12 de julio y se unió a ellos para la Liga de Verano de la NBA. Sin embargo, fue despedido el 18 de octubre. El 26 de octubre se incorporó a su filial en la G League, los Texas Legends.
El 28 de diciembre de 2024 firmó un contrato dual con los Chicago Bulls y su filial en la G League, los Windy City Bulls.

## Estadísticas de su carrera en la NBA

### Temporada regular
| Año     | Equipo  | PJ | PT | MPP | %TC  | %3P  | %TL   | RPP | APP | ROB | TPP | PPP |
| ------- | ------- | -- | -- | --- | ---- | ---- | ----- | --- | --- | --- | --- | --- |
| 2024-25 | Chicago | 6  | 0  | 4.2 | .500 | .000 | 1.000 | 1.3 | .3  | .2  | .0  | 1.7 |
| Total   | Total   | 6  | 0  | 4.2 | .500 | .000 | 1.000 | 1.3 | .3  | .2  | .0  | 1.7 |